# Municipio de Rayón (Chiapas)
El Municipio de Rayón es uno de los 124 municipios del estado mexicano de Chiapas. Se ubica en la región VII de los bosques en el noroeste del estado y cuenta con una población de 10,866 habitantes de acuerdo al censo  INEGI 2020.
Su cabecera municipal es la población de Rayón

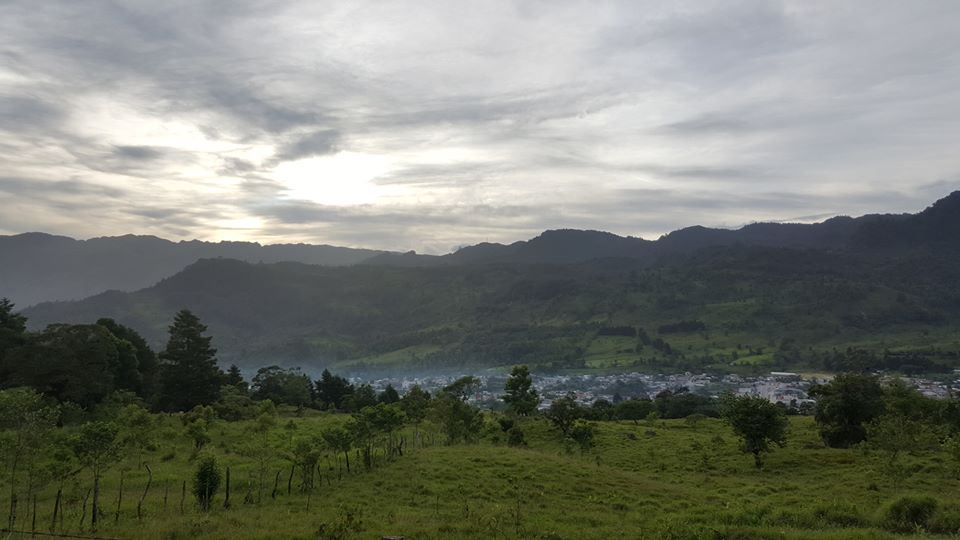
Paisaje de Rayón

## Geografía
Ubicación
Se ubica en las Montañas del Norte, lo que deriva en una intrincada orografía, sus coordenadas geográficas son 17º 12" N y 93º 00" W.
Limita al norte con el municipio de Tapilula, al este con Pueblo Nuevo Solistahuacán, al sur con Jitotol, al oeste con el municipio de Pantepec.
Superficie
Su extensión territorial es de 94.4 km² que representa el 1.54% de la superficie de la región y el 0.12 % del Estado. Su altitud es de 1,340 m.
Vías de acceso
Lo une con el resto del país la carretera internacional # 195 y la estatal #102.
Clima
El clima es cálido húmedo con lluvias todo el año.

## Población
En el censo de 2020 el municipio de Rayón contaba con 37 localidades.
| Código INEGI      | Localidad         | Población (2020) |
| ----------------- | ----------------- | ---------------- |
| 070730001         | Rayón             | 6 860            |
| Otras localidades | Otras localidades | 4 006            |
| Total municipal   | Total municipal   | 10 866           |

## Gobierno y administración
El Ayuntamiento presidido por el presidente municipal, quien en él ejerce el poder ejecutivo, en tanto ejecuta los acuerdos del Ayuntamiento y realiza la administración municipal; el que realiza funciones de poder legislativo es el Ayuntamiento, formado por la planilla electa con el candidato a la alcaldía, compuesto por regidores y síndicos, quienes no son elegidos individualmente por la ciudadanía por voto directo, sino que la planilla pasa en automático si gana el alcalde; pero su elección y composición puede variar de un estado, o de un municipio, a otro. Los municipios se dividen en delegaciones para fines de elección o designación de representantes.

## Economía
La economía se basa primordialmente en la producción de quesos artesanales en el, han logrado un gran mercado en el estado y también en el país, la agricultura es otra fuente de ingresos para las familias más marginadas que viven en las comunidades.

### Medios de comunicación
El municipio cuenta con el servicio de telefonía fija de Telmex y móvil de Telcel, además de televisión de paga y una estación de radio #96.1.

## Historia
En la época prehispánica el territorio del actual Municipio de Rayón pertenecía a la nación Zoque; existía un camino que atravesaba el Municipio, el cual era utilizado por los habitantes de la Región para comerciar con Tabasco. A principios de la época colonial, los habitantes de la zona fueron repartidos entre los encomenderos de Coatzacoalcos.
Durante esa época se llamó a la actual cabecera municipal San Bartolomé Solistahuacán. En 1546, se inició la evangelización de los zoques de este lugar; el 5 de abril de 1734, aparece San Bartolomé Solistahuacán como tributario de la "Real Hazienda y Caxa de Goathemala", que cobraba los tributos de la Real Corona española; el 13 de noviembre de 1882, siendo el Gobernador del Estado Miguel Utrilla, se creó el departamento de Mezcalapa, del que pasó a depender; el 13 de febrero de 1934, Victórico R. Grajales promulgó el decreto por el cual se cambió la denominación del pueblo de San Bartolomé Solistahuacán por la de Rayón, en homenaje al insurgente Ignacio López Rayón.
Lugareños ilustres
Profr. Emérito Mazariegos Orantes
Promulgó la educación.
C. Eustolio Gómez Juárez
Organizador de las elecciones para el 1.er. presidente municipal.
C. Zalique Bautista
Destacado revolucionario.

## Cultura
Tradiciones
Las tradiciones más significativas son la feria patronal en honor a San Bartolmé Apóstol en agosto y la del Señor de Esquipulas en enero.
También se realizan danzas tradicionales en el mes de febrero por motivo del carnaval de este mes. Las danzas tradicionales se llevan a cabo durante el transcurso de febrero y la última se realiza desde el día anterior al miércoles de ceniza y hasta la madrugada del día miércoles, según la tradición que los habitantes de este municipio poseen.
Gastronomía
Mole de Chiapas con Pollo, Barbacoa de carnero, Mondongo, Tamales de: hierba santa, mole, frijol tierno, etc.

## Turismo
Parroquia de San Bartolomé Apóstol

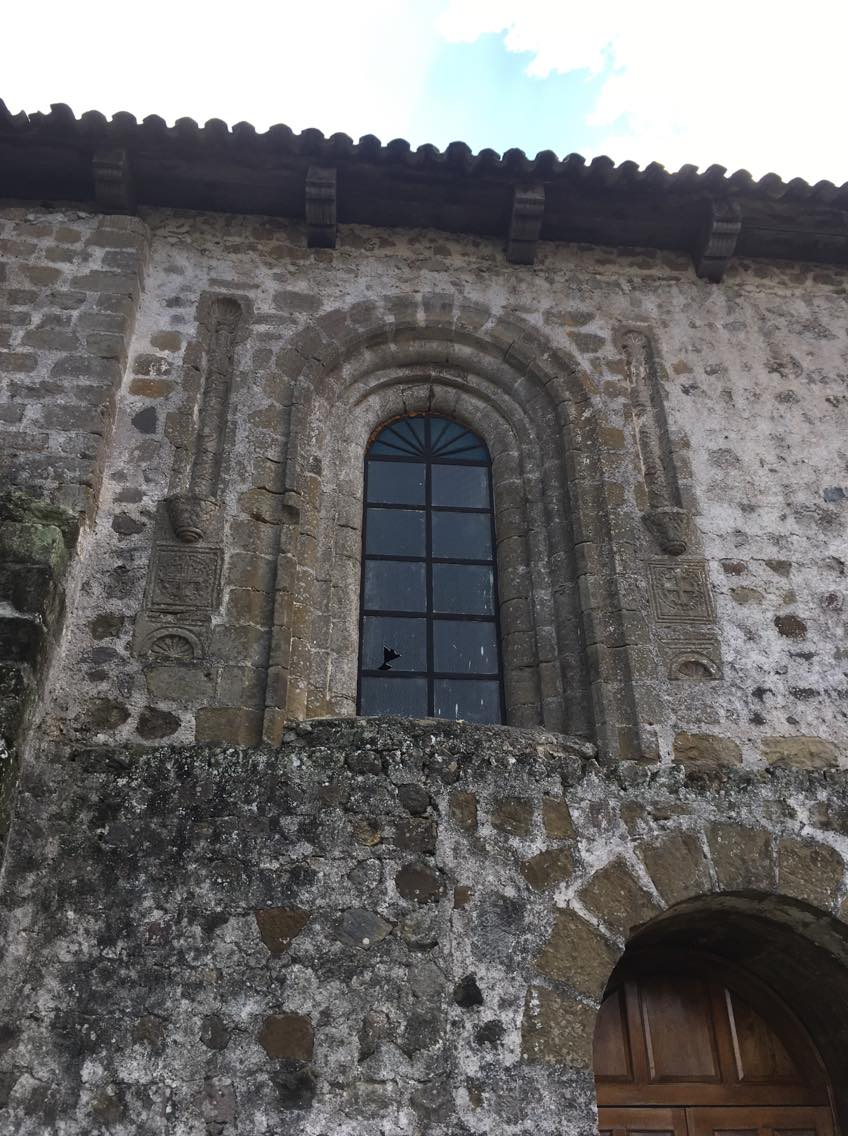
Ventana Templo de San Bartolomé

Está ubicado en el barrio centro. Es de fachada aplanada, con muros de piedra, cubierta inclinada, a dos aguas. Anexo a esta construcción está la casa parroquial. El templo fue construido a finales del siglo XVI y principios del XVII y sufrió modificaciones durante los siglos XIX y XX. 
Selva Negra

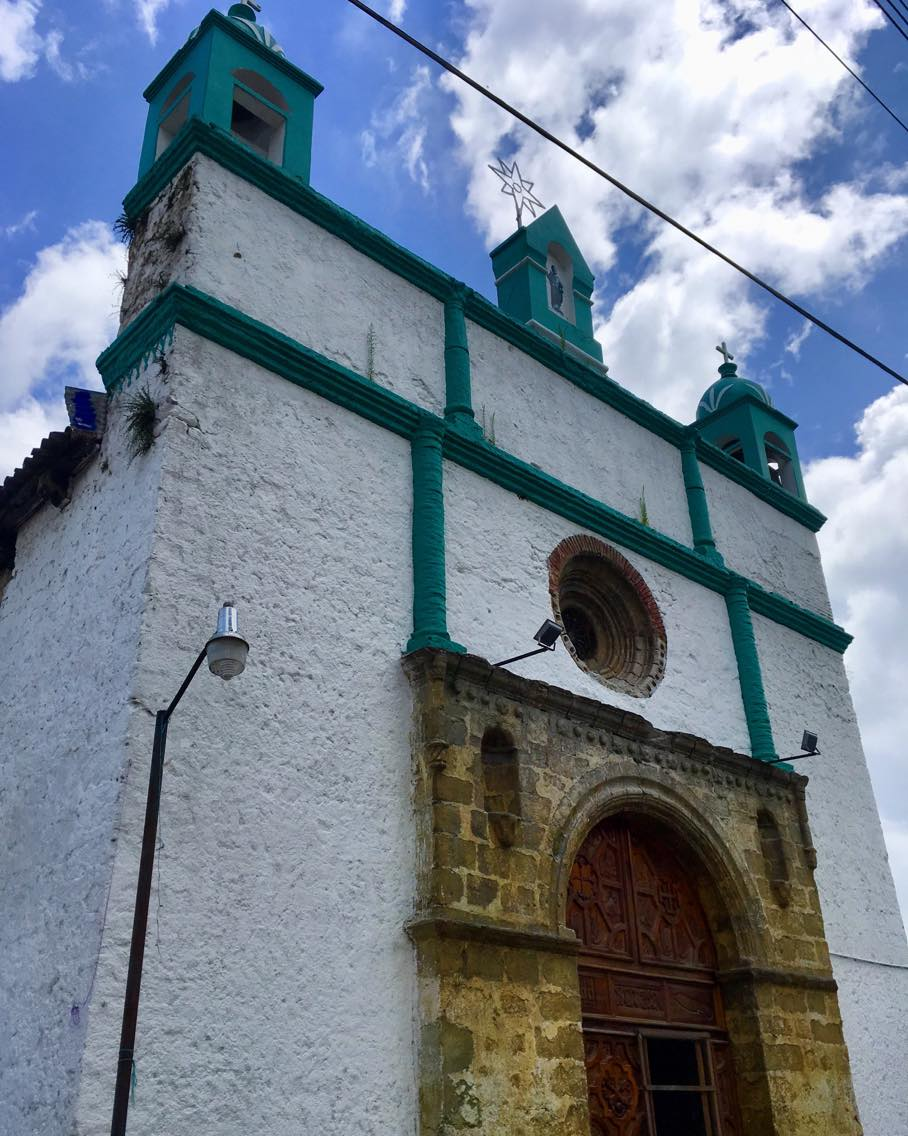
Templo de San Bartolomé Apóstol

Ubicada a unos cuantos minutos de la cabecera municipal es el principal atractivo del municipio por los bonitos paisajes y la densa niebla que la cubre de la cual toma el nombre de "Selva Negra".
Fiestas locales
Feria patronal en honor a San Bartolomé Apóstol.